# 로스티슬라프 1세 므스티슬라비치

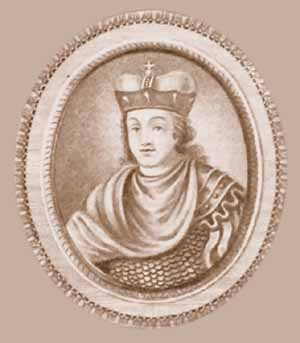
로스티슬라프 1세

로스티슬라프 1세(러시아어: Ростислав Мстиславич 로스티슬라프 므스티슬라비치[*], 우크라이나어: Ростислав Мстиславич 로스티슬라우 므스티슬라비치[*], 1110년경 ~ 1167년)는 키예프 대공국의 대공(재위: 1154년, 1159년 ~ 1167년)이다. 류리크 왕조 출신이다.

## 생애
므스티슬라프 1세 대공과 그의 아내인 스웨덴의 크리스티나 잉에스도테르(Christina Ingesdotter)의 아들로 태어났다. 키예프 대공에 즉위하기 이전에는 스몰렌스크 공국의 공작(1125년 ~ 1160년), 노브고로드 공화국의 공작을 역임했다.
1154년 이자슬라프 2세 대공이 사망하면서 키예프 대공으로 즉위했지만 유리 돌고루키를 지지하던 세력들에 의해 대공위에서 물러났다. 1159년 이자슬라프 3세 대공과의 권력 투쟁에서 승리하면서 다시 키예프 대공으로 즉위하였다.
| 전임 이자슬라프 2세 | 키예프 대공 1154년 | 후임 이자슬라프 3세 |

| 전임 이자슬라프 3세 | 키예프 대공 1159년 ~ 1167년 | 후임 므스티슬라프 2세 |